# Dihya (cantant)
Dihya   (T'Kout, 1950) nom artístic de Zohra Aïssaoui,  és una cantant algeriana de música chaoui.

## Biografia
Zohra Aïssaoui, filla gran d'Amar Aïssaoui de Taghit i d'Ourida Meghamri de T'Kout, nasqué al 1950 al poble de Taghit, no massa lluny de Tighanimine. El seu pare treballava a la fàbrica Peugeot de Saint-Dizier a l'Alt Marne. Al 1958, amb vuit anys, va marxar de l'Aurés cap a França. Després d'una breu estada a Marsella, la família s'instal·la a Saint-Dizier al districte de Vert-Bois.
Matriculada tard a l'escola municipal, hi va romandre un breu temps. Dihya ho va compensar fent classes nocturnes i més tard, es matriculà en l'Aliança Francesa. Després va seguir els cursos de formació gratuïts impartits al Museu de la Humanitat de Trocadero. En particular, cursà formació en primers auxilis al Centre Henri-Dunant de la Creu Roja de Saint-Dizier.

### Els inicis en la música
Dihya comença a cantar i a tocar la guitarra en secret a casa del seu oncle. A París, es va matricular al Conservatori Paul-Beuscher. A la dècada dels 1970, Zohra participà en concursos de cant radiofònic que guanyà alguns vegades, més sovint amb cançons de Fairuz, Dalida i Enrico Macias.  També participà en el Festival de Cant Clàssic i hi va guanyar premis.
Després, va destacar en el bel canto a Itàlia i va cantar en grec a Grècia. Fou un capellà qui li va escriure la seua primera cançó, Petit Lilas Blanc. Més tard, esdevingué professora de cant clàssic a la Universitat de Nanterre, en què dirigia un cor. A Sheila, Dihya també va obtenir una feina que li va permetre obrir nous horitzons i, en particular, aconseguir un contracte en Polydor Records a finals dels anys 1970. Dugué més tard la firma a judici per haver-li furtat els seus drets d'autora, però perd el cas al cap de 3 anys. Després del llançament dels seus 45 rpm produïts per Polydor, es canvia el nom a Dihya, el nom de la reina de l'Aurés.
Dihya només canta en chaoui. Va interpretar la cançó Non, je ne regrette rien d'Édith Piaf en chaoui (shawiya) en un àlbum.

### Tornada a Algèria
El 1979, marxa a Algèria on coneix el seu futur marit, Messaoud Nedjahi, que en aquella època feia el servei militar a l'Hospital Maillot. El 1980 el seu primer àlbum es va  titular Yuguerten (Jugurta); fou gravat a Algèria i venut sense regalies per segona vegada. El 1981, el seu marit, que havia compost arranjat algunes de les seues cançons, va participar en les manifestacions de la Primavera Amazic i el van amenaçar de mort. La parella va fugir a l'estat francés, esperant la calma per tornar a Algèria. El 1982, Dihya va publicar el segon àlbum, Usin-d usin-d!, que significa 'Començament', en chaoui. Uns anys més tard, a finals dels anys 1980, va produir un altre àlbum. Després, l'any 2005 es va publicar el seu darrer disc, titulat Dzaïr Essa. L'any 2006 va publicar un treball titulat L'Aurés dewitch, publicat per l'editorial francesa Publibook.
Al desembre del 2014 va ser rebuda a l'aeroport de Batna - Mostepha Ben Boulaid per la població de l'Aurés, després de 33 anys d'absència. Fou homenatjada primer a la seu de la ciutat de Batna, després durant el festival de teatre amazic, amb la presència d'artistes i associacions de l'Aurés. També va ser convidada a Khenchela, abans de tornar a l'estat francés.
La va homenatjar la Coordinació Nacional de Joventut d'Oued El Ma. El premi li'l donà la cantant Aïssa Brahimi, el 20 de gener del 2015.

## Discografia
- 1977, senzill, Badala Zamana
- 1981, àlbum Ekker d'Ekker d! Berber Songs and Rhythms of the Aures
- 1982, àlbum Usin d!
- 1988, àlbum Setta Frank
- 2005, àlbum Dzaïr Essa